# Otok Svetog Mihovila
Otok svetog Mihovila, koji se češće naziva Fort Island, je otok u župi Malew na otoku Man, poznat po svojim atraktivnim ruševinama. Prostire se na površini od 5.14 ha, dugačak je oko 400 metara od zapada prema istoku, i povezan je s poluotokom Langness, u blizini Derbyhavena, uskim nasipom. Sam otok je od stjenovitog škriljevca, a tlo je vrlo kiselo. Ipak, ima značajne zajednice morskog bilja.

## Povijest
Postoje dokazi o ljudskoj aktivnosti na otoku od razdoblja mezolitika nadalje i postoje dvije drevne građevine na otoku. Obje su u ruševnom stanju i zatvorene su za javnost, iako postoji niz šetnica koje posjetiteljima omogućuju istraživanje okolice.
Otok omogućava nadzor nad ulazom u ono što je bilo vitalna strateška luka Derbyhaven. To je bilo nešto što je zahtijevalo izgradnju utvrde kako bi se zaštitio ulaz u zaljev i zbog čega je dobio naziv Fort Island. Radove je prvotno izveo Edward Stanley, 3. grof od Derbyja po naredbi kralja Henryja VIII., a naknadna nadogradnja izvršena je 1645. prema uputama 7. grofa.
Izvorno ime Otoka svetog Mihovila zabilježeno je još 1250. godine kada je John McDougal, gospodar otočja, kojeg je norveški kralj imenovao regentom Mana dok se odlučivalo o nasljeđivanju prijestolja, iskrcao se u Ronaldsway sa svojim zetom zakona, budući kralj Magnus. Doček iskrcavanja bio je neprijateljski i rezultirao je time da je McDougal poveo svoje ljude na otok St Michael's gdje je rasporedio svoje ljude u trupe dok su se pripremale za bitku. Manx se zauzvrat također pripremio za bitku suočivši se sa svojim protivnicima, do kojih nisu mogli doći jer je visoka plima odsjekla otok St Michael's Isle od njih, pa su izgledi za bitku nestali.
Godine 1275. nakon što je Aleksandar III, kralj Škotske, preuzeo posjed nad otokom Man, izbila je pobuna u ime Godreda, sina kralja Magnusa, kojeg je Aleksandar porazio u bitci i koji je kasnije prepustio otok Man. John de Vesci, plemić iz Gallowaya, i drugi časnici škotskog kralja iskrcali su se na otok St Michael's i ponovno je ponuđen mir, ali je odbijen. Sljedećeg jutra, prije izlaska sunca, započela je bitka i Manxi su poraženi.
Kirk Michael (ne treba ga brkati s manskim selom istog imena) spominje se u opisu granica opatije Rushen, koji je izgleda sastavljen oko 1376. godine-
Kapela svetog Mihovila, kapela iz 12. stoljeća, nalazi se na južnoj strani otoka. Ova keltsko - nordijska kapela izgrađena je na mjestu starijeg keltskog gv. keeill.
Na otok su se odvile dvije velike bitke za kontrolu nad otokom Man 1250. i 1275. godine, kada su se Engleska, Škotska i Manx borili za kontrolu nad otokom. Manx je dobio prvu bitku, ali 25 godina kasnije izgubili su kontrolu od Škotske.

## Derby Fort
Utvrda Derby, utvrda iz 17. stoljeća, nalazi se na istočnom kraju otoka. Izgradio ga je James Stanley, sedmi grof od Derbyja i lord od Manna 1645. godine, tijekom engleskog građanskog rata, kako bi zaštitio tada prometnu luku Derbyhaven.
Otok je rezervat za ptice.

## Vanjske poveznice
- www.isleofman.com  Arhivirana inačica izvorne stranice od 20. svibnja 2011. (Wayback Machine) - Informacije o otoku Fort
- Otok Svetog Mihovila
- Galerije Jona Wornhama uključuju fotografije Fort Islanda na
  - http://www.island-images.co.uk/Year2001/0106070834.html - Derby Fort 7. lipnja 2001.
  - http://www.island-images.co.uk/Year2003/0311060830.html - Kapelica i utvrda 6. studenog 2003.